# برونو کابوکلو
برونو کابوکلو (انگلیسی: Bruno Caboclo؛ زادهٔ ۲۱ سپتامبر ۱۹۹۵) بازیکن بسکتبال اهل برزیل است.

## حرفه
از باشگاه‌هایی که در آن بازی کرده‌است می‌توان به هیوستون راکتس، ممفیس گریزلیز، و تورنتو رپترز اشاره کرد.